# Flori Van Acker

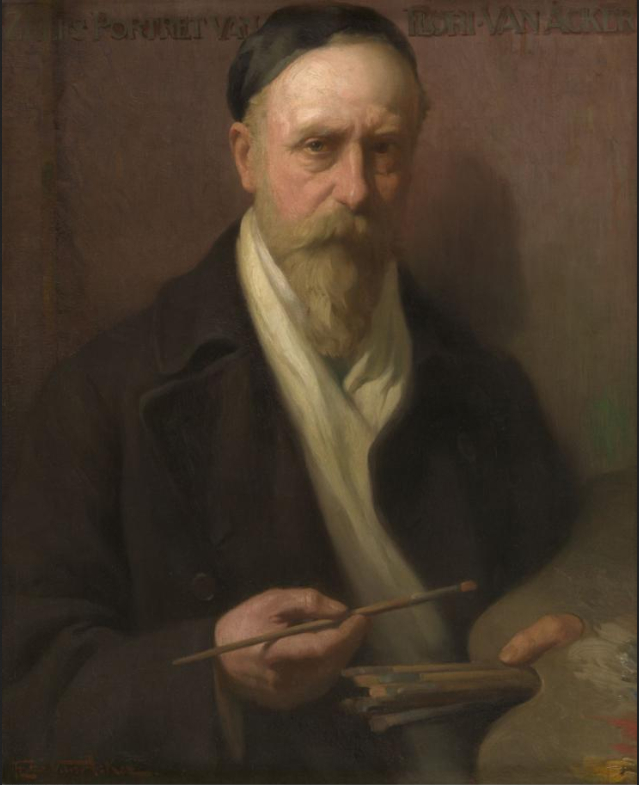
Zelfportret, 1858 -1940, Groeningemuseum, Brugge

Florimond (Flori) Arthur Joseph Van Acker (Brugge, 16 april 1858 – aldaar, 14 maart 1940) was een neoromantische, impressionistische Vlaamse kunstschilder, graveur, postzegelontwerper en directeur de Brugse Academie. 

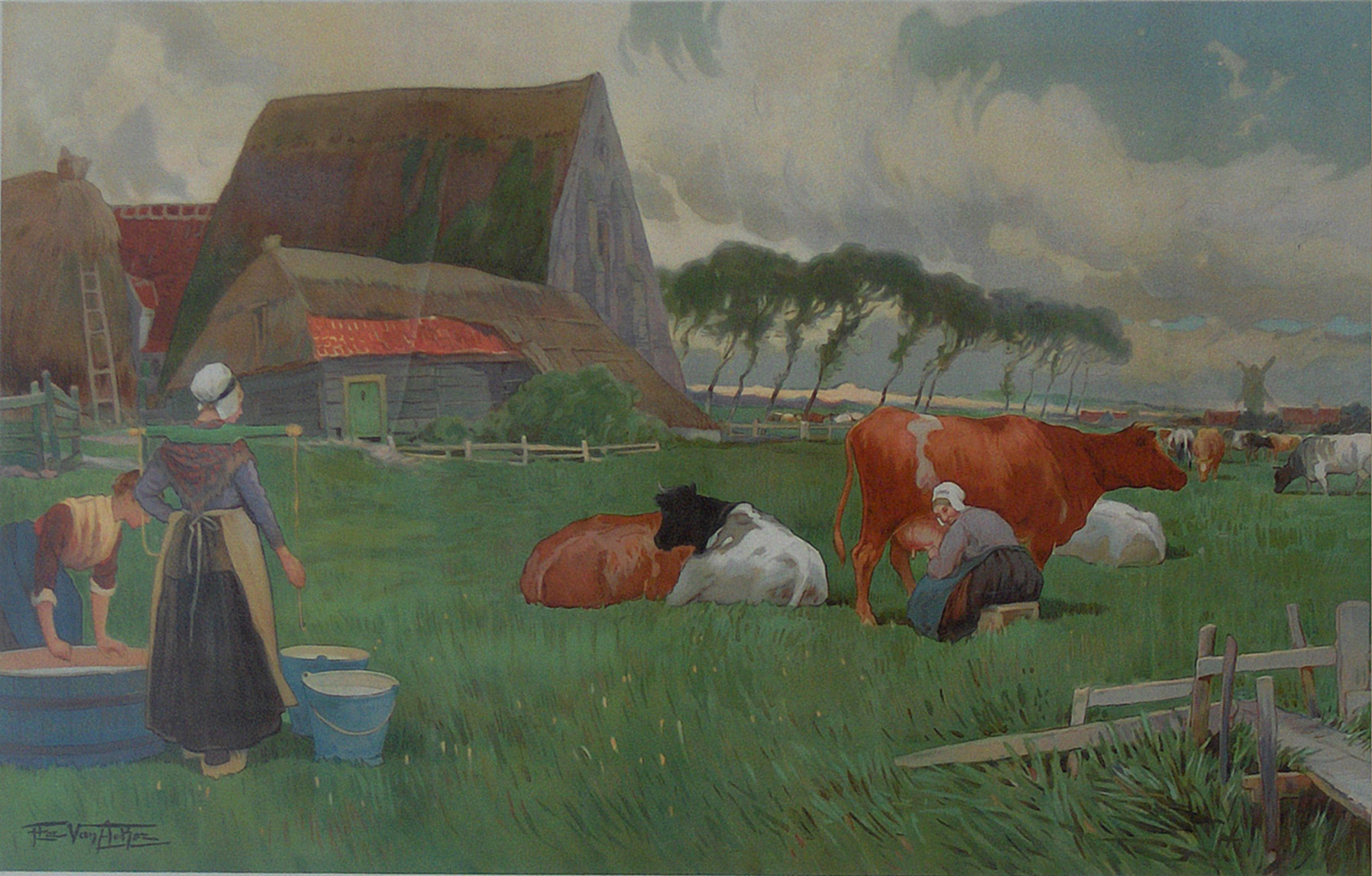
Veurne-Ambacht, chromolitho

## Levensloop
Van Acker, zoon van een wolhandelaar, studeerde aan de Brugse Kunstacademie bij Bruno Van Hollebeke en Eduard Wallays, in Antwerpen bij Karel Verlat en vanaf 1879 in Brussel bij Jan Portaels en de schilder van historische taferelen Joseph Stallaert.
Meegaand met de trend in die tijd, verbleef hij in 1882 in het vissersdorp Knokke, waar het vissersleven een geliefd onderwerp voor hem was. Hij was hier in gezelschap van een groot aantal andere schilders : Alfred Verwee, Louis Artan, Firmin Baes, Richard Baseleer, Alfred Bastien, Henri Cassiers, Franz Courtens en Paul-Jean Clays.
In 1883 won hij een Tweede Prijs van Rome. Na enkele jaren van reizen, onder andere in Engeland, Frankrijk en Duitsland, vestigde hij zich in Brussel. Hier raakte hij bevriend met Jan Toorop en Jean Delville. Hij gaf een tentoonstelling te Brussel met de L'Union des Arts, die slechts een matige belangstelling kende.
In 1885 was hij een medeoprichter van de Brusselse kunstkring Voorwaarts, een hergroepering van de kunstkring 'L'Union des Arts", die ter ziele was gegaan.
In 1887 kwam hij, op aandringen van zijn moeder, definitief naar Brugge terug, waar hij leraar aan de stedelijke kunstacademie van Brugge werd, onder meer voor het schilderen naar levend model. In 1910 werd hij directeur van deze instelling, wat hij bleef tot in 1926.  In die periode droeg hij ook bij tot de herleving van het Brugs aardewerk. Hij maakte eveneens ontwerpen voor Gustaaf Pickery.

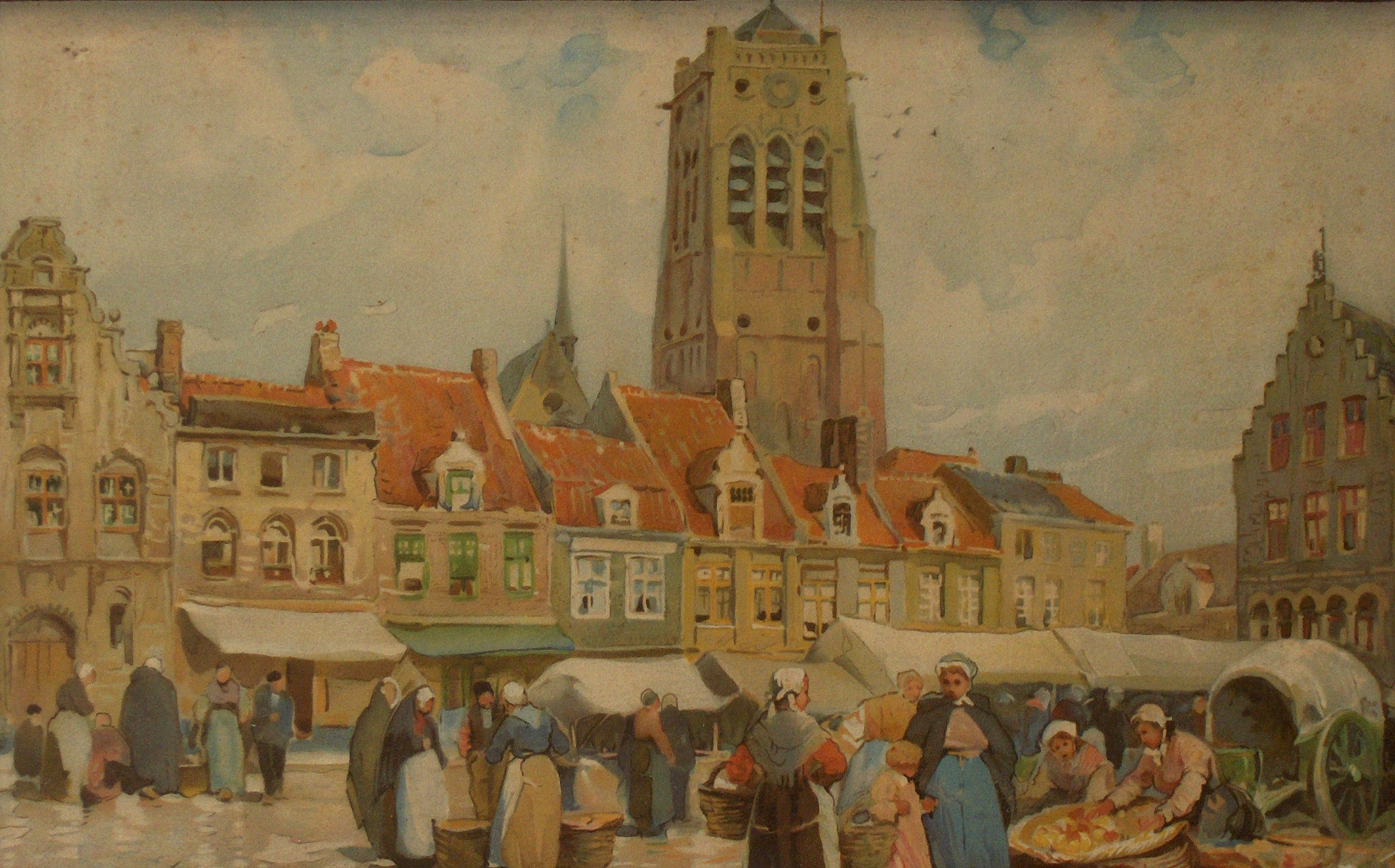
De Markt van Veurne; chromolitho

Heel wat schilders van wat 'de Brugse School' werd genoemd, behoorden tot zijn collega's (onder hen: Jef Van de Fackere, Joseph Neutens, Edmond Van Hove, Albert Goethals, Emile Rommelaere en Georges De Sloovere) en tot zijn leerlingen (onder hen Guillaume Michiels, Leo Paret en Dora Rommelaere). Na zijn ontslag werd hij opgevolgd door Jules Fonteyne
Hij was schilder van Brugse stadsgezichten en volksbuurten, landschappen, genretaferelen, het vissersleven, historische taferelen in impressionistische trant, religieuze werken en talrijke portretten van notabelen. Hij was ook zeer actief in het ontwerpen van affiches (zoals voor de Breydelfeesten en voor de Beiaardconcerten), folders, boekillustraties, spijskaarten, ex libris, alsook historische kostuums en praalwagens voor Brugse stoeten en processies. Hij decoreerde interieurs, zoals op het Zand (Hotel du Singe d'Or) en Simon Stevinplaats 14. Als amateurfotograaf was hij een actief lid van de Brugse 'Cercle Photographique'. In 1894 was hij een van de vier stichters van de kunstminnende vereniging Chat Noir.
Van hem wordt werk bewaard in Brugse verzamelingen, zoals OCMW, Groeningemuseum, Provinciaal Hof en bij heel wat Bruggelingen.
Vanaf 1891 woonde Van Acker met zijn vrouw, Sylvie Vanneste, in de Zuidzandstraat. Als achterhuis bouwde hij in 1895, naar eigen ontwerp, in Korte Vuldersstraat 30, een atelier en ontvangstruimte. Het gebouw bleef intact bewaard en is sedert 2002 als monument beschermd.

## Bibliografie

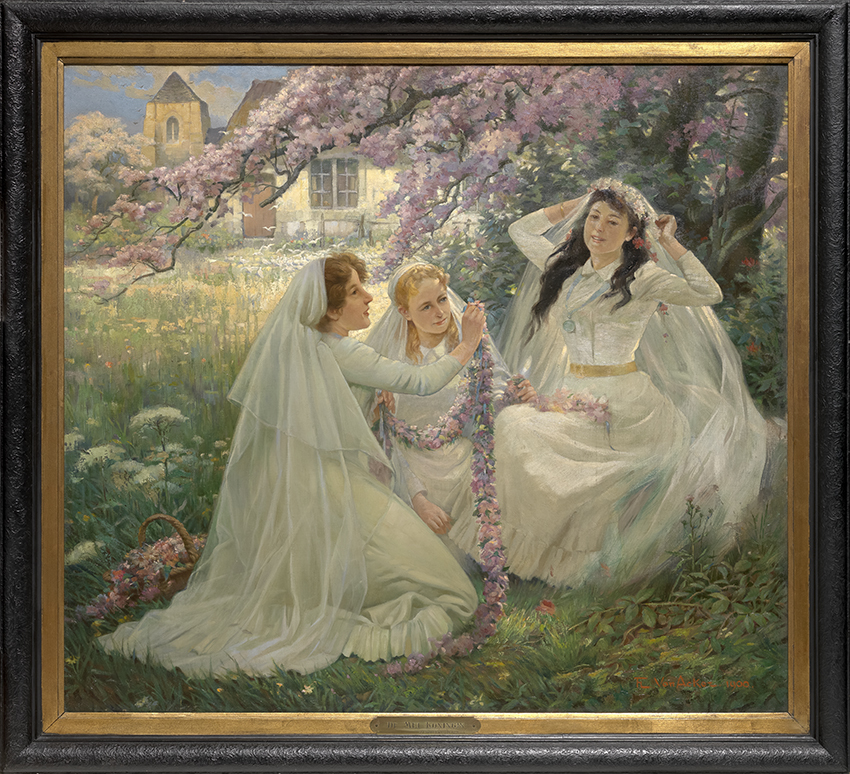
De meikoningin, Groeningemuseum, Brugge